# Calculate Linux
Calculate Linux 是一个基于 Gentoo 的发行版本。 Calculate 目录服务器 (CDS) 是一个通过LDAP+SAMBA支持Windows和Linux客户端的解决方案，提供包括代理，邮件和 Jabber 的精简用户服务。 Calculate Linux Desktop (CLD) 是一个带有 KDE, GNOME 或 Xfce桌面环境的工作站和客户端发行版，通过一个向导配置连接到Calculate 目录服务器。 Calculate Linux Scratch (CLS) 是为创造定制发行版准备的已编译的框架。

## 特性
- 使用漫游配置文件进行集中式网络用户授权。
- 用户来自 samba, mail, jabber, proxy 和 ftp 的登录信息被存储于 LDAP。
- 支持Unix,samba 和 mail 用户的账户复制。
- Calculate 2 软件包提供了远程管理的便利工具。
- 为集中管理的网络客户端进行软件更新 (如果 Calculate Linux 桌面版被使用)。
- 用于创建用户账户备份的工具集。
- 可以从ext4, ext3, ext2, reiserfs, xfs 或 jfs格式的U盘或者移动硬盘安装。
- 与 Gentoo Linux 操作系统有良好的100%相容性。

## 发行版
- Calculate Directory Server - 主要用于域控制器，可以使用简单的类Unix工具包来配置 Samba, 邮件, Jabber, Proxy 等服务。
- Calculate Linux Desktop KDE/GNOME - 是一个基于KDE或Gnome的桌面版本， 主要用于客户端和工作站。拥有快速安装的特性，方便的系统升级，以及在服务器存储用户账户的能力。
- Calculate Linux Desktop XFCE - 是一个轻量级桌面版本，主要用于老式PC机。
- Calculate Linux Scratch - 主要用于想要拥有他们自行优化定制Linux发行版的管理员和用户。 使用CLS便可以创建一个拥有各种软件的、可启动的LiveCD 或者存储于USB存储设备上的安装媒体。